# Джонни Логан

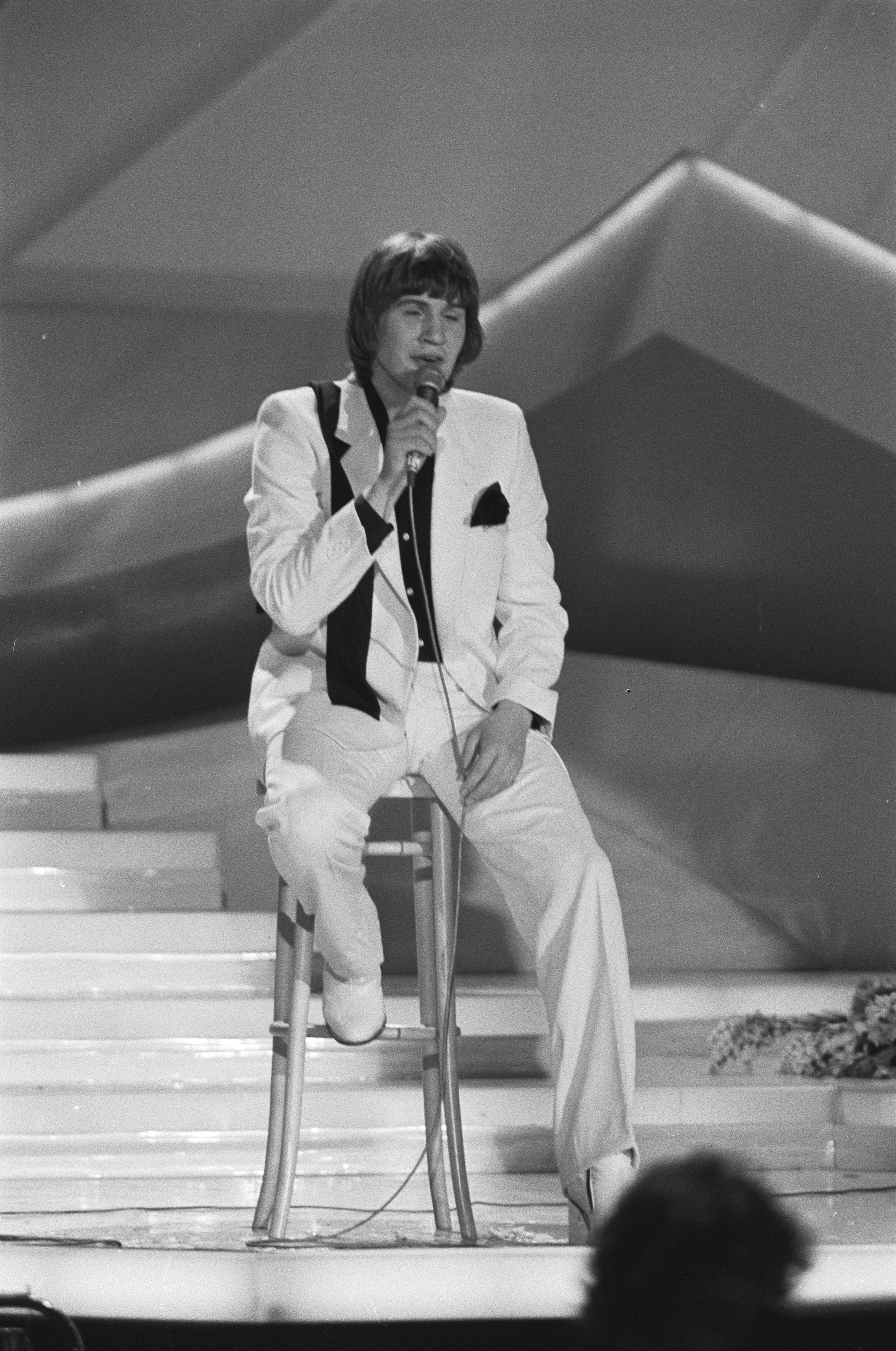
Логан на конкурсе песни Евровидение в 1980 году

Джо́нни Ло́ган (англ. Johnny Logan; настоящее имя Шон Па́трик Майкл Ше́ррард (англ. Seán Patrick Michael Sherrard; род. 13 мая 1954 года во Франкстоне, Австралия) — ирландский певец и композитор, первый двукратный победитель конкурса песни Евровидение.

## Биография
Родился в семье ирландского тенора Патрика О’Хэгана, неоднократно выступавшего в Белом доме перед тремя президентами США. В трёхлетнем возрасте вместе с родителями переехал в Ирландию. В 1977 году исполнил главную партию в мюзикле «Адам и Ева». Приняв сценический псевдоним Джонни Логан, в 1978 году выпустил свой первый сингл. В 1979 году выиграл национальный конкурс песни и был признан читателями газеты Connaught Telegraph лучшим певцом страны.
Стал победителем конкурса песни Евровидение 1980 года с песней «What’s Another Year?», занявшей затем первое место в британском хит-параде. Вновь участвовал в конкурсе «Евровидение» 1987 года с песней «Hold Me Now» и одержал вторую победу.
В 1992 году написанная Логаном песня «Why Me?» в исполнении Линды Мартин заняла первое место на Евровидении. Следствием данных успехов на конкурсе стало полученное Логаном прозвище «Мистер Евровидение».
До победы певицы Лорин на конкурсе песни «Евровидение-2023» с песней «Tattoo», ранее побеждавшей на «Евровидении-2012» в Баку с песней «Euphoria», Джонни Логан был единственным из тех, кто побеждал на конкурсе песни дважды как исполнитель песен.
На протяжении своей карьеры выпустил более 40 синглов и 19 альбомов. Вёл собственное телешоу на Би-би-си под названием Johnny Logan and Friends. Занял третье место в рейтинге лучших исполнителей Евровидения за 50 лет с песней «Hold Me Now». Продолжает активную творческую деятельность.

## Дискография
- 1979 — In London (издан в Ирландии)
- 1980 — Same (издан в Ирландии)
- 1980 — What’s Another Year (издан в Ирландии)
- 1980 — The Johnny Logan Album (издан в Голландии)
- 1980 — Johnny Logan (издан в Великобритании)
- 1985 — Straight from the Heart (издан в Голландии)
- 1987 — Hold Me Now (издан в Голландии)
- 1989 — Mention My Name (издан в Германии)
- 1989 — What’s Another Year (издан в Голландии)
- 1990 — What’s Another Year – Erfolge (издан в Германии)
- 1990 — Love Songs (издан в Ирландии)
- 1992 — Endless Emotion (издан в Германии)
- 1994 — Living for Loving (издан в Великобритании)
- 1996 — I’m No Hero (издан в Германии)
- 1996 — Reach Out (издан в Германии)
- 1997 — Living for Loving (издан в Германии)
- 1997 — Reach Out (New Version) (издан в Германии)
- 1998 — What’s Another Year (издан в Германии)
- 1999 — Love Is All (издан в Германии)
- 2001 — Reach for Me (издан в Германии и Дании)
- 2001 — Save this Christmas for Me (издан в Дании)
- 2003 — We All Need Love (издан в Дании)
- 2004 — We All Need Love (издан в Германии)
- 2005 — The Best of Johnny Logan (издан в der EU)
- 2007 — Johnny Logan & Friends: The Irish Connection (издан в Дании)
- 2008 — Irishman in America (издан в Дании)
- 2010 — Nature of Love (издан в Германии)